# Pierre Messmer
Pierre Messmer (Vincennes, 20 de marzo de 1916 - París, 29 de agosto de 2007) fue un político francés de tendencia gaullista. Veterano de las fuerzas de la Francia Libre, luchó en la batalla de Bir Hakeim. Ocupó el cargo de primer ministro de Francia bajo la presidencia de Georges Pompidou en 1972. Fue miembro de la Academia Francesa.